# Conicofrontia dallolmoi
Conicofrontia dallolmoi är en fjärilsart som beskrevs av Emilio Berio 1973. Conicofrontia dallolmoi ingår i släktet Conicofrontia och familjen nattflyn. Inga underarter finns listade i Catalogue of Life.